# Novato (California)
Novato es una ciudad de Estados Unidos, en el Estado de California, perteneciente al condado de Marin.

## Demografía
Según el censo estadounidense de 2000, su población era de 51.518 habitantes.

## Geografía
De acuerdo con el United States Census Bureau tiene un área de 73,2 km², de los cuales 71,8 km² son tierra y el 1,4 km² restantes están cubiertos de agua. Novato se encuentra aproximadamnete a 42 m sobre el nivel del mar.  

## Educación
La Biblioteca Gratuita del Condado de Marin gestiona la Novato Library.